# Джоан Ланкастерская
Джоан Ланкастерская (англ. Joan of Lancaster) или Джоан Плантагенет (англ. Joan Plantagenet; ок. 1312 — 7 июля ок. 1349) — английская аристократка, дочь Генри Плантагенета, 3-го графа Ланкастера, и Матильды (Мод) де Чауорт, жена Джона (II) де Моубрея, 3-го барона Моубрея.

## Биография
Джоан происходила из младшей ветви английского королевского дома Плантагенетов. Она была третьей дочерью Генри Плантагенета, 3-го графа Ланкастера и 3-го графа Лестера, внука короля Генриха III, от брака с Матильдой (Мод) де Чауорт.
Джоан родилась около 1312 года. 28 февраля 1327 года её отец договорился о заключении брака между Джоан и Джоном (II) де Моубреем, 3-м бароном Моубреем, отец которого был союзником Томаса Ланкастера, дяди Джоан, но был казнён за участии в восстании Томаса. Брак был заключён не позднее 4 июля.
В браке с Джоном у Джоан родился сын и 2 дочери.
Умерла Джоан 7 июля около 1349 года в Йоркшире от чумы. Похоронена она в аббатстве Байленд (Йоркшир)

## Брак и дети
Муж: между 28 февраля и 4 июля 1327 года Джон (II) де Моубрей (29 ноября 1310 — 4 октября 1361), 3-й барон Моубрей с 1327. Дети:
- Бланка Моубрей (ум. 1409); 1-й муж: Джон Сегрейв (1340 — ранее 1353); 2-й муж: Роберт Бертрам (ум. ок. 1363), барон Бертрам из Ботвела; 3-й муж: Томас Пойнингс (до 19 апреля 1349 — 1375), 2-й барон Пойнингс; 4-й муж: сэр Джон Уорт (ум. 1391); 5-й муж: сэр Джон Уилтшир
- Элеанор Моубрей (ум. до 18 июня 1387); 1-й муж: с 1358 Роберт Ла Варр (1326 — 27 августа 1370), 3-й барон Ла Варр; 2-й муж: сэр Льюс де Клиффорд (ум. между 17 сентября и 5 декабря 1404)
- Джон (III) де Моубрей (25 июнь 1340 — 1368), 4-й барон Моубрей с 1361, барон Сегрейв (по праву жены) с 1353

## Комментарии
1. ↑  Элисон Уэйр указывает, что Джоан умерла в 1345 году[2][3].